# Шпак, Дмитрий Владимирович
Дмитрий Владимирович Шпак (укр. Дмитро Володимирович Шпак, позывной — Добрый; 18 апреля 1984, Путивль — 4 ноября 2022, Благовещенка) — украинский военнослужащий, старший солдат, участник российско-украинской войны. Герой Украины (29 сентября 2023, посмертно).

## Биография
Родился 18 апреля 1984 года в городе Путивль Сумской области. Окончил Путивльскую общеобразовательную школу № 1, затем учился в Киевском спортивном лицее-интернате. Высшее образование получил в Сумском государственном педагогическом университете имени А. С. Макаренко и Харьковском национальном педагогическом университете имени Г. С. Сковороды.
Активно занимался спортом: мастер спорта Украины по греко-римской борьбе, серебряный призёр чемпионата Европы по грэпплингу 2011 года, кандидат в мастера спорта по джиу-джитсу (обладатель коричневого пояса 5-го дана), чемпион Украины по гиревому спорту среди любителей. Был соучредителем детского спортивного клуба «Путивль» и организатором спортивных соревнований.
С начала полномасштабного вторжения России в Украину в 2022 году добровольно вступил в ряды Вооружённых сил Украины, служил стрелком-снайпером. Одновременно занимался волонтёрской деятельностью, помогая местным жителям Путивля и украинским военным.
Погиб 4 ноября 2022 года в возрасте 38 лет от огнестрельного ранения вблизи села Благовещенка Васильевского района Запорожской области.
Похоронен 8 ноября 2022 года в родном городе Путивль.

## Награды
- Звание «Герой Украины» с удостоением ордена «Золотая Звезда» (29 сентября 2023, посмертно) — за личное мужество и героизм, проявленные в защите государственного суверенитета и территориальной целостности Украины, верность военной присяге[2].